# Guillermo Rivera Flórez
Guillermo Rivera Flórez, né le 13 février 1970 à Mocoa, est un avocat et homme politique colombien. 
De 2017 à 2018, il occupe le poste de ministre de l'Intérieur sous la présidence de Juan Manuel Santos.